# Дячун Володимир Кирилович
Володимир Кирилович Дячун (нар. 20 лютого 1947, с. Лозова Тернопільського району) — поет, есеїст, перекладач. Член Національної спілки письменників України (2001).

## Життєпис
Народився 20 лютого 1947 року у с. Лозова Тернопільської області в сім'ї ремісника.
У 1965 році закінчив Тернопільську середню школу № 2.
У 1965—1970 рр. навчався у Львівському політехнічному інституті (нині — Національний університет «Львівська політехніка»), а в 1985 — аспірантуру механічного інституту в Санкт-Петербурзі (Росія).
Із 1972 по 1999 рр. — інженер-конструктор Тернопільського технологічного інституту машинобудування (нині — Тернопільський національний технічний університет імені Івана Пулюя. Працював конструктором-машинобудівником у Львові та в Тернополі у науково-виробничих об'єднаннях («Ватра») і галузевих інститутах.
У 1999—2002 рр. — працював у Кракові (Польща).

## Наукова діяльність
Автор понад 20-ох патентів на винаходи в галузі техніки.

## Літературна діяльність
Вірші опублікував у журналах «Дзвін», «Березіль», «Дністер», «Літературний Тернопіль», «Освітянин», «Сова», літературно-мистецьких альманахах «Курінь», «Україна — моя Батьківщина», збірниках «Поезія-85», «Подільська толока», «Ватра з сонячних джерел», регіональному річнику «Тернопілля 95».
У творчості тяжіє до філософських узагальнень, за іронічною, глузливою, посмішкою постають невтолимі пошуки сенсу буття.

### Книги
- «Галицькі духи» (1994)
- «Коаґула» (1995)
- «Тернозба» (2000)
- «Інеза» (2002)
- «Маскарон» (2003)
- «Неориверси» (2007)
- «POSTТЛІН» (2011)
- «КирилоСтефанія. Сузір'я двох сонць» (2011)
- «КИРИЛОСТЕФАНІЯ» (2012)
- «Дяо Чун: Збірка сувоїв» (2016)

### Електронні видання
- КирилоСтефанія. Сузір'я двох сонць
- Повні розв'язки за підручником «Математика. 5 клас»
- Повні розв'язки за підручником «Математика. 5 клас»
- Повні розв'язки за підручником «Математика. 6 клас»
- Повні розв'язки за підручником «Математика. 6 клас»
- Дяо Чун: Збірка сувоїв